# Snowboard Kids
Snowboard Kids é um jogo eletrônico de Snowboard publicado pela Atlus e desenvolvido pela Racjin lançado para Nintendo 64 e PlayStation em 12 de dezembro de 1997 no Japão, 3 de maio de 1998 na América do Norte e na Austrália e Reino Unido em 23 de abril de 1998.

## Gameplay
No jogo, é possível jogá-lo de até 4 jogadores (Solo até Multiplayer). Você pode jogar com 5 personagens e 1 secreto (Slash, Linda, Nancy, Jam, Tommy e Shinobin) que participam em corridas de snowboards. Você também pode fazer manobras ou Pegar Moedinhas pra ganhar Tricks Pts que são dinheiros pra juntar e comprar outros power-ups na gameplay como Neve Humana, Bombas, Gelo, Fantasmas, Panelas pra jogar nos seus oponentes, Pedras e etc. e até pra comprar níveis de snowboards no Menu.
Shinobin é um personagem secreto que você libera após completar todas as fases, só que a única coisa é que você não pode comprar níveis de snowboards e nem ir à loja no Menu. Quando você vai jogar com um personagem, você começa com 1 nível de snowboard de todos os modelos de snowboards e também pra todos os personagens, principalmente pro Shinobin.
Você também pode jogar no Skill Game e no Time Attack, que são tipo desafios.
- No Skill Game, você pode ir no Shoot Game, Trick Game e no Speed Game para desafiar outros personagens.
- Já no Time Attack, é bem parecido com o Speed Game, e é a mesma coisa, você desafia outros personagens, só que em todos os níveis que você conseguiu passar.

## Recepção
O jogo foi geralmente bem recebido por críticos. IGN deu ao jogo uma pontuação de 8 em 10, comparando favoravelmente o jogo com a série 'Mario Kart', referindo-se ao jogo como "um título sólido que incorpora os estilos gráficos e de jogabilidade de Mario Kart em um ambiente de snowboard. O resultado é um piloto de neve bem satisfatório, que certamente irá agradar os jogadores mais interessados em uma experiência de shreddin simplista do que realista". A Nintendo Life deu ao jogo uma classificação de 7 em 10, concluindo que o jogo tinha "negrito, gráficos coloridos, toneladas de charme, músicas memoráveis e, o mais importante, jogabilidade apertada, o Snowboard Kids é digno de um lugar na coleção de ninguém. O primeiro de Atlus A incursão no mundo da snowboard na Nintendo 64 pode não apresentar um desafio particularmente longo ou uma experiência profunda, mas sempre pode ser confiado para proporcionar uma rápida explosão de diversão de vez em quando, sozinho ou com amigos ".

## Sequels
O jogo levaria a vários lançamentos no futuros da série. Em 1999, uma sequela,  Snowboard Kids 2, foi lançada para a Nintendo 64. A série permaneceu inactiva durante sete anos, até uma nova entrada na série, SBK: Snowboard Kids, foi lançado para o Nintendo DS em 2006.